# Szydłów (gemeente)
De gemeente Szydłów is een landgemeente in het Poolse woiwodschap Święty Krzyż, in powiat Staszowski.
De zetel van de gemeente is in Szydłów.
Op 30 juni 2004 telde de gemeente 4949 inwoners.

## Oppervlakte gegevens
In 2002 bedroeg de totale oppervlakte van gemeente Szydłów 107,53 km², waarvan:
- agrarisch gebied: 78%
- bossen: 15%

De gemeente beslaat 11,63% van de totale oppervlakte van de powiat.

## Demografie
Stand op 30 juni 2004:
| Omschrijving                   | Totaal | Totaal | Vrouwen | Vrouwen | Mannen | Mannen |
| ------------------------------ | ------ | ------ | ------- | ------- | ------ | ------ |
| eenheid                        | aantal | %      | aantal  | %       | aantal | %      |
| inwoners                       | 4949   | 100    | 2424    | 49      | 2525   | 51     |
| bevolkingsdichtheid (inw./km²) | 46     | 46     | 22,5    | 22,5    | 23,5   | 23,5   |

In 2002 bedroeg het gemiddelde inkomen per inwoner 1294,3 zł.

## Aangrenzende gemeenten
Gnojno, Pierzchnica, Raków, Staszów, Tuczępy